# 東三河ふるさと公園

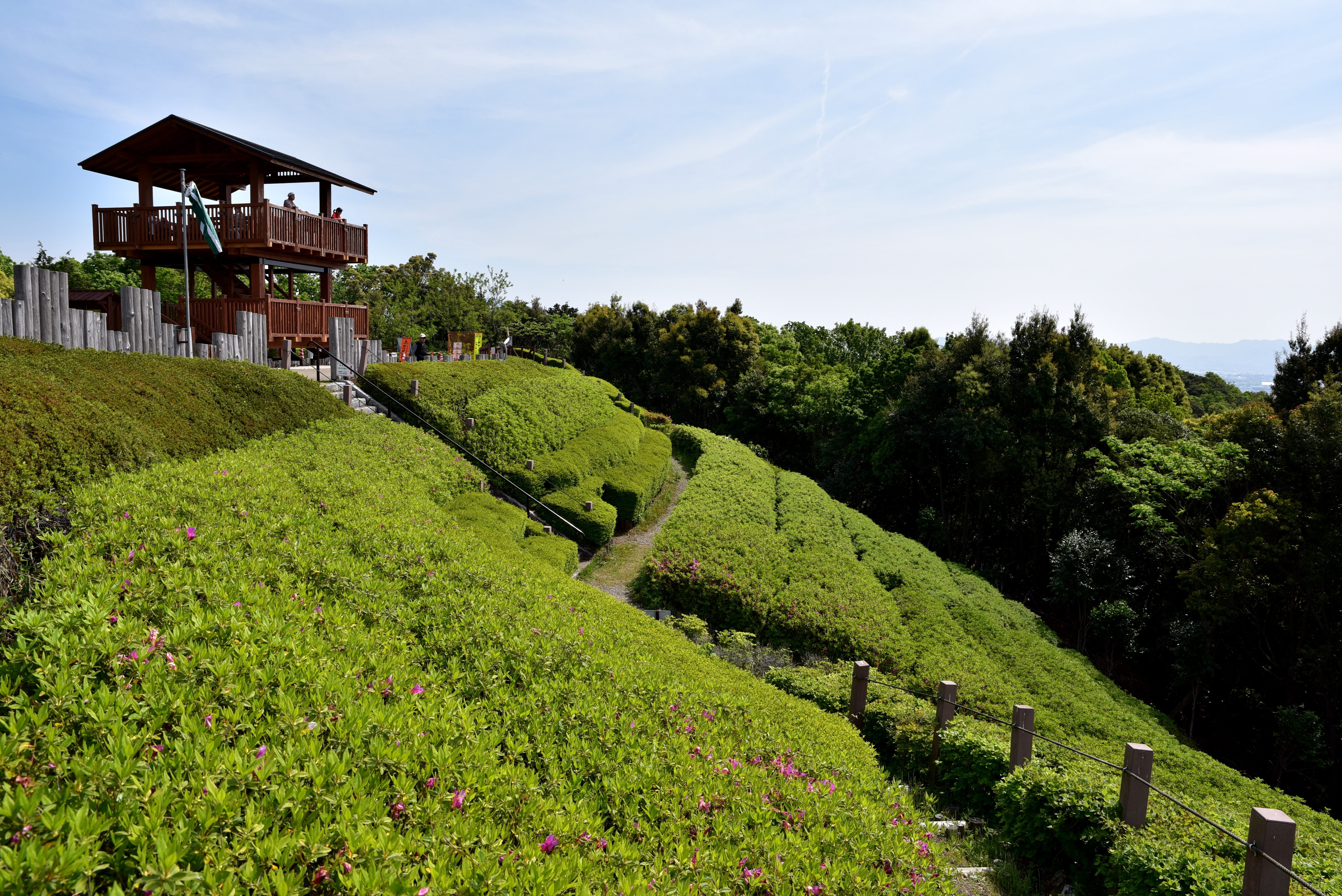
展望ツツジ園

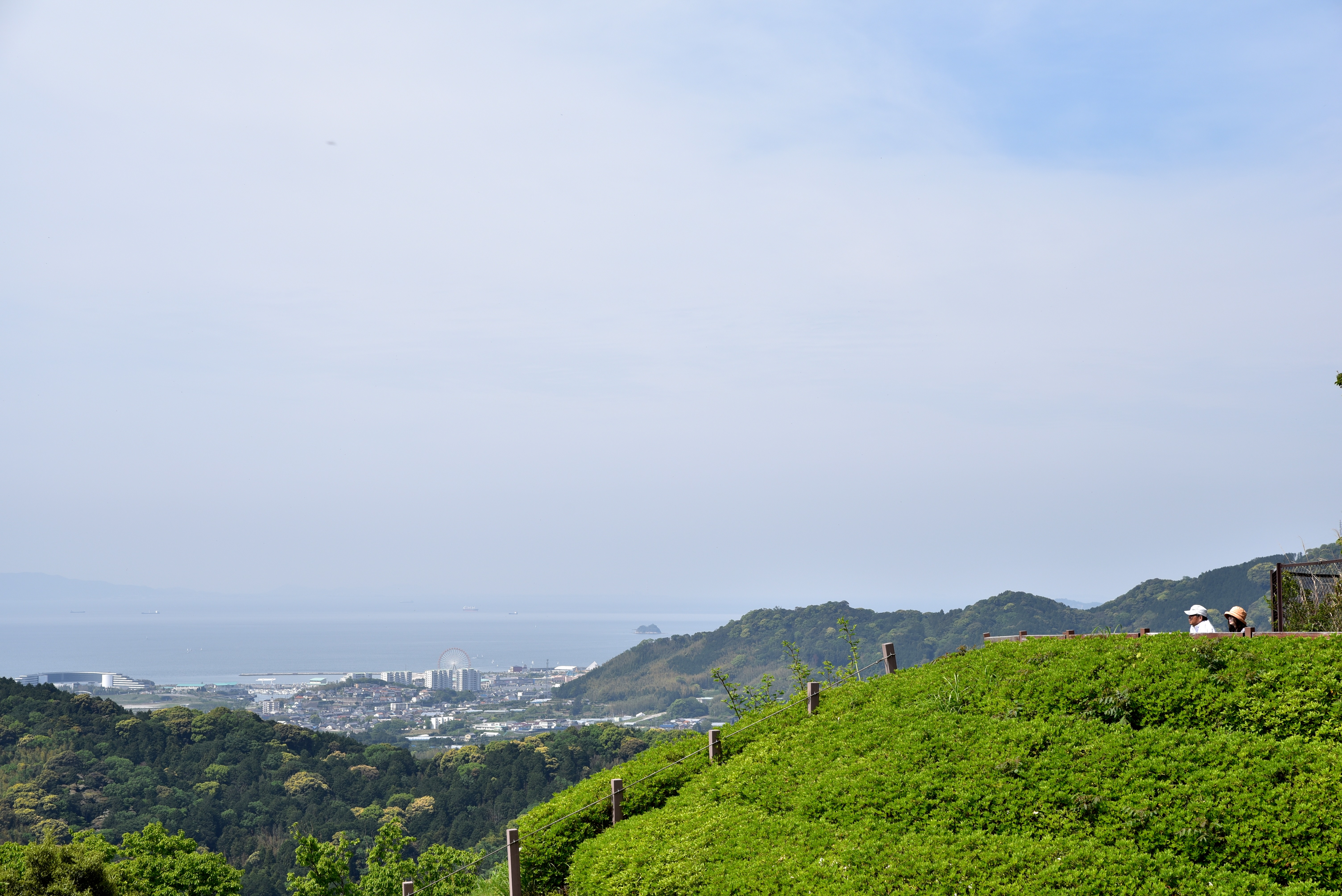
展望つつじ園より蒲郡市街と三河湾を望む

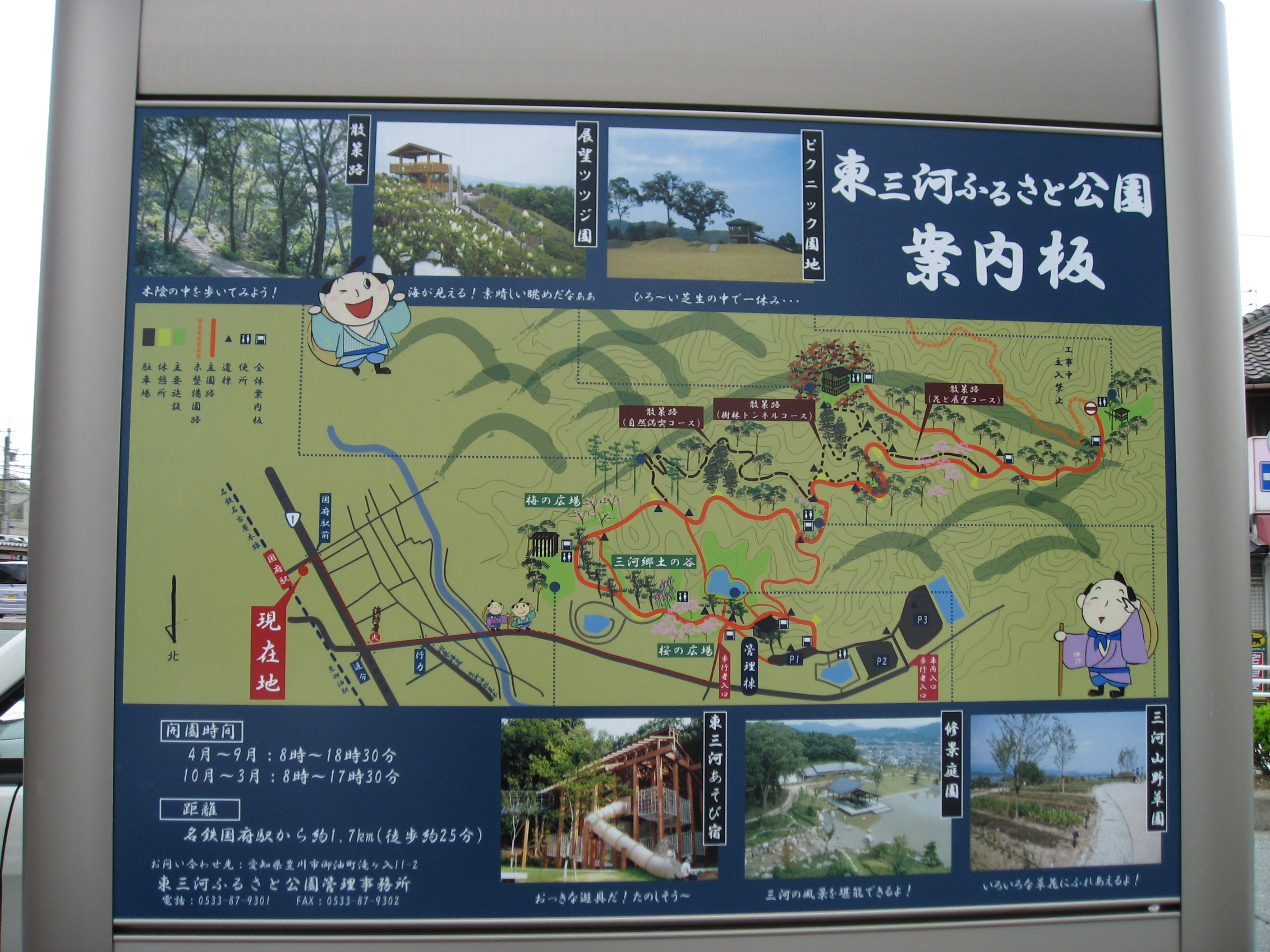
国府駅前にある園内案内図

東三河ふるさと公園（ひがしみかわふるさとこうえん）は、愛知県豊川市にある県営の都市公園（広域公園）である。豊川市の御油町・国府町・御津町金野・御津町豊沢にまたがる形で公園が広がっており、遊歩道が整備されている。

## 概要
当公園は2006年（平成18年）3月25日に、愛知県では11番目の県立公園として開園した。東三河の歴史、自然、文化を紹介するというコンセプトでいくつかのゾーンから構成されている。
当公園は地域住民の憩いの場にもなっており、公園内をのんびりと散歩する人や、弁当などを食べる家族連れ、遊具で遊ぶ子どもたちなどが多く見受けられる。また、豊川市内の学校の遠足のコースになっている。
園内各所には園内マップが設置されているが、これは名鉄名古屋本線・豊川線の国府駅の前にも設置されている。
各ゾーンにはトイレや自動販売機が設置されており、園路も整備されているため、休日などに気軽に訪れることができる。

## 主な施設

### 修景庭園
修景庭園は東三河地域の自然や歴史、文化を紹介するゾーンである。三河湾をかたどった池があるほか、水路で豊川（とよがわ）を表現している。
池には竹島をイメージした島があり、陸とは通路で繋がっている。島にはベンチが設置されている（ベンチは池の周りにも多数ある）。

### 三河郷土の谷
東三河地域の植物をビオトープで紹介している。

### 三河遊び宿
2007年（平成19年）4月現在、公園の東端に位置する施設である。ここは東海道の宿場町をテーマにした施設で、遊具や大きな滑り台などがあり、子どもに人気のある場所である。
親子連れが多く、子どもが遊具で遊んでいる間、母親などは親同士でおしゃべりしている、という光景がよく見られる。
トイレ・自販機あり。

### 三河山野草園
修景庭園と展望ツツジ園の中間にある山野草園。山野草や薬草などが多数植えられている。また、眼下には豊川市西部の景色が広がる。
トイレあり。

### ピクニック園地
頂上付近にある広場。滑り台やアスレチックなどの遊具がある。
トイレあり。

### 展望ツツジ園
遠見山（二等三角点「豊沢村」：194.4m）山頂にある広場で、展望台が設置されている。また、展望台周辺にはツツジがある。展望台からは豊川市中心部や旧御津町、豊橋市などの景色を眺めることができる。
トイレ・自販機あり。

### 管理棟
管理棟には公園の管理事務所や研修室、トイレ、自販機などがある（売店はない）。
建物は宿場町にある家のようなデザインである。

## 歴史
- 2000年（平成12年）末：着工
- 2006年（平成18年）3月25日：開園
- 2009年（平成21年）3月29日：御津町側（南側）が開園

なお、この場所には、以前は遠見山キャンプ場（豊川市野外教育センター）というものがあり、豊川市内の小学校の野外学習に利用されていた。現在は愛知県設楽町にある「きららの里」で行われている（ここも豊川市の施設である）。

## アクセス

### 御油町側（北側）
- 名鉄名古屋本線 御油駅から徒歩で約25分。
- 名鉄名古屋本線・豊川線 国府駅から徒歩で約25分。
- 東名高速道路 音羽蒲郡インターチェンジから車で約15分。

### 御津町側（南側）
- JR東海道本線 愛知御津駅から徒歩で約1時間。